# Buen Retiro
Buen Retiro är en ort i Mexiko.   Den ligger i kommunen Guasave och delstaten Sinaloa, i den västra delen av landet, 1 200 km nordväst om huvudstaden Mexico City. Buen Retiro ligger 17 meter över havet och antalet invånare är 1 364.
Terrängen runt Buen Retiro är mycket platt. Runt Buen Retiro är det ganska tätbefolkat, med 100 invånare per kvadratkilometer. Närmaste större samhälle är Guasave, 11,8 km norr om Buen Retiro. Trakten runt Buen Retiro består till största delen av jordbruksmark.